# Cezve
Cezve er navnet på en lille kande, som man bruger til at lave tyrkisk kaffe på. Den tyrkiske cezve bliver i Grækenland brugt under betegnelsen briki.